# José Eriberto Rodrigues
Pour les articles homonymes, voir José Rodrigues (homonymie), Medeiros, Filho et Rodrigues (homonymie).
José Eriberto Rodrigues, né le 15 avril 1984 à Natal, est un coureur cycliste brésilien.

## Palmarès et résultats

### Palmarès par année
- 2008
  - Copa Promoson
- 2010
  - 1re étape du Tour de Santa Catarina
  - Prova Governador Dix-Sept Rosado
  - 100 Km. de Brasília
- 2011
  - 3e étape du Tour de Gravataí
  - Tour du Brésil-Tour de l'État de Sao Paulo :
    - Classement général
    - 2e étape

  - 2e du Tour de Gravataí
- 2012
  - 2e étape du Tour de Pernambuco
- 2014
  - 6e étape du Tour du Brésil-Tour de l'État de Sao Paulo
  - 4e étape du Tour de Rio
- 2015
  - 3e du championnat du Brésil sur route

### Classements mondiaux
| Année            | 2009 | 2010 | 2011 | 2012 | 2013 | 2014 | 2015 |
| ---------------- | ---- | ---- | ---- | ---- | ---- | ---- | ---- |
| UCI America Tour | 211e | 171e | 61e  | 21e  |      | 178e | 123e |